# Evangelisch-Lutherische Kirche in der Republik Namibia
Die Evangelisch-Lutherische Kirche in der Republik Namibia (ELCRN; englisch Evangelical Lutheran Church in the Republic of Namibia, auch afrikaans Evangelies Lutherse Kerk in die Republiek van Namibië, khoisan !Gâi=hôa Kerkib dib Namibiab !na und oshivambo Ongerki jEvangeli Luther mu Namibia) ist mit knapp 420.000 Gemeindemitgliedern die zweitgrößte evangelische Kirche in Namibia. Die Kirche hat ihren Schwerpunkt in der südlichen Hälfte des Landes und besteht aus sechs Kirchenkreisen mit 54 Kirchengemeinden. Ihr Sitz liegt an der Church Street in Windhoek-Zentral.
Die Kirche entstand am 4. Oktober 1957 aus der 1842 gegründeten Rheinischen Mission als „Evangelisch-Lutherische Kirche in Südwestafrika“ (ELK/SWA) und erhielt am 21. März 1990 ihren heutigen Namen. Sie besteht neben der überwiegend nordnamibischen Evangelisch-Lutherischen Kirche in Namibia (ELCIN) und der deutschsprachigen Evangelisch-Lutherischen Kirche in Namibia (DELK).

## Kirchenoberhäupter seit 1957
- Hans Karl Diehl; Präses 1957–1972
- Johannes Lukas de Vries (1939–2001); Präses 1972–1979[3]
- Hendrik Frederik; Präses 1979–1981, Bischof 1985–1993
- Petrus Diergaardt; Bischof 1995–2001
- Zephania Kameeta; Bischof 2001–3. November 2013
- Ernst ǁGamxamûbKlicklaut; Bischof 3. November 2013 bis 3. November 2019[4]
- Sageus ǀKeib; Bischof seit 3. November 2019[5]

## Kirchenkreise

### KirchenkreisKeetmanshoop
- Ebenhaeser Congregation, Berseba
- Lätare Congregation, Karasburg
- St. Andreas Congregation, Koës
- Exodus Congregation, Lüderitz

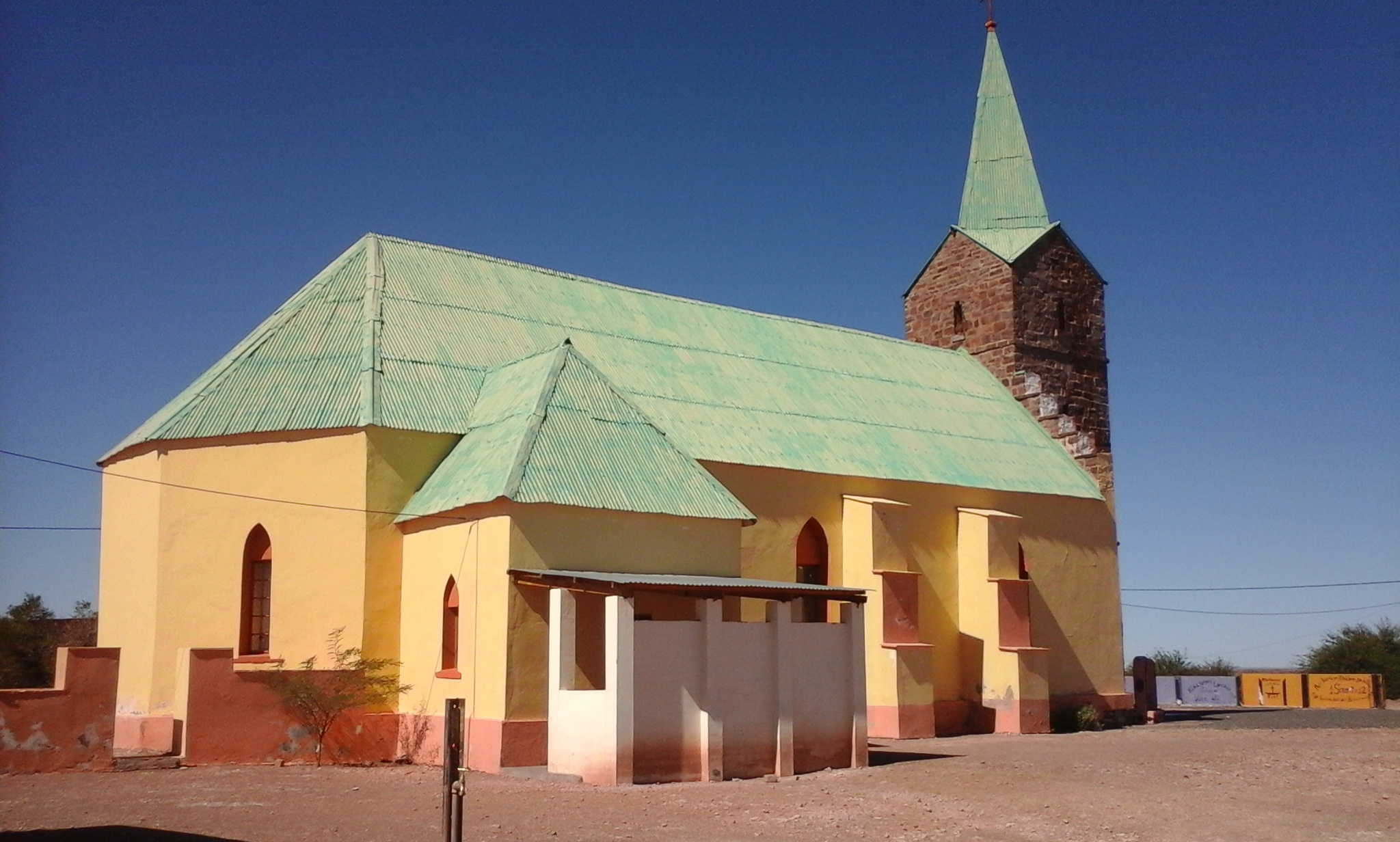
Evangelisch-Lutherische Kirche Berseba (2016)

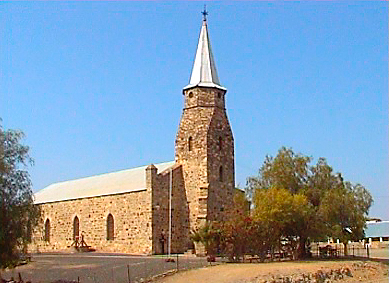
Evangelisch-Lutherische Kirche Keetmanshoop, heute auch ein Museum

- Immanuel Congregation, Keetmanshoop
- Ebenhaeser Congregation, Keetmanshoop
- Grünau Congregation, Grünau
- Noordoewer Congregation, Noordoewer
- Asante Congregation, Oranjemund

### KirchenkreisMariental
- Ebenhaeser Congregation, Mariental
- Sigem Congregation, Maltahöhe
- Immanuel Congregation, Gibeon
- Epiphany Congregation, Gochas
- Bet-El Congregation, Aranos
- Moria Congregation, Hoachanas
- Rogate Congregation, Stampriet
- Sinai Congregation, Kalkrand

### KirchenkreisOtjiwarongo
- Sion Congregation, Otjiwarongo
- Christus Congregation, Kamanjab

### KirchenkreisTsumeb
- Maranatha Congregation, Grootfontein
- Exodus Congregation, Tsumeb
- Betesda Congregation, Otavi

### KirchenkreisUsakos
- Filadelfia Congregation, Arandis
- Alpha Congregation, Karibib
- Jubilate Congregation, Usakos
- Genesis Congregation, Otjimbingwe
- Immanuel Congregation, Swakopmund
- Bet-el Congregation, Swakopmund
- Hosana Congregation, Walvis Bay
- Shalom Congregation, Walvis Bay

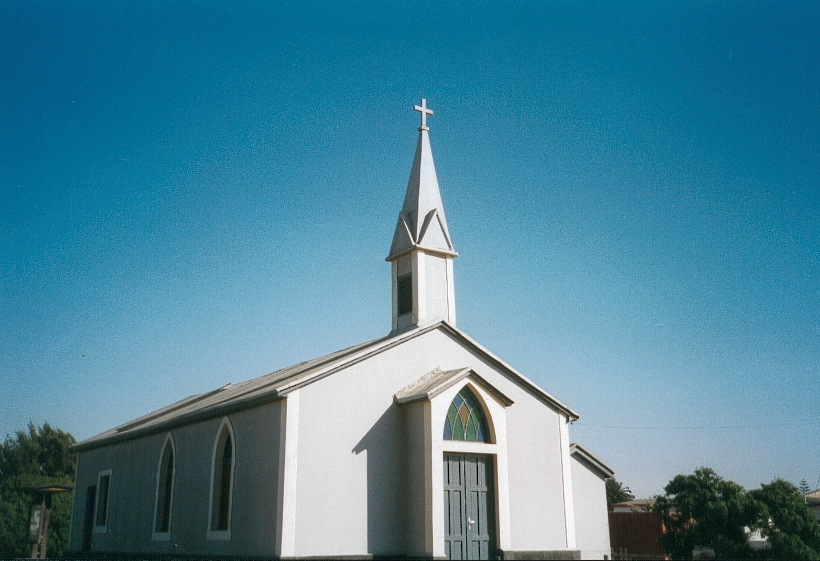
Evangelisch-Lutherische Kirche Walvis Bay

- Maranatha Congregation, Walvis Bay

### KirchenkreisWindhoek
- Tanidare Parish, Windhoek

Historische Aufnahme der Rheinischen Missionskirche in Windhoek

  - Tanidare Congregation (seit 1986)
  - Hakahana Congregation (seit 1996)
  - Goreangab Congregation (seit 1996)
  - Otjomuise Congregation (seit 1996)
  - Darüber hinaus führt die Gemeinde Farmgottesdienste in entlegenen Gebieten, meist im Süden des Landes, durch:
    - Farm Komproe Congregation
    - Farm Naos Congregation
    - Farm Hornkranz Congregation
    - Farm Rooisand Congregation
    - Farm Prospect Congregation
    - Farm Friedrichruh Congregation
    - Farm Jongergrap Congregation
    - Farm !Arib Congregation
    - Farm Hohos Congregation
- Macedonia-Ephesian Parish, Windhoek (ab 2012)
  - Ephesian Parish, Windhoek (bis 2012)
  - Macedonia Parish, Windhoek (bis 2012)
- Martin Luther Parish, Windhoek
- Bet-El Congregation, Windhoek
- Paulus ǁGowaseb Congregation, Windhoek
- Windhoek City Congregation (WCC)
- Moria Congregation, Groot-Aub
- Betesda Congregation, Okahandja
- Ephesians Congregation, Gobabis
- Vasti Congregation, Leonardville
- Paulus Congregation, Rehoboth
- Ebenheaser Congregation, Rehoboth
- Stephanus Congregation, Dordabis